# Decreto de papeleta
El decreto de papeleta fue una ley británica de 1872 que introdujo la aplicación del voto secreto en todas las elecciones parlamentarias y municipales.
El voto secreto era también denominado como voto australiano, debido a que se usó por primera vez en las elecciones de Australia en 1856. Esta legislación fue diseñada para proteger a los votantes del soborno y la intimidación, siendo uno de los más importantes logros del gobierno de William Ewart Gladstone.
- Datos: Q4851889